# Phenacoccus fici
Phenacoccus fici är en insektsart som beskrevs av Takahashi 1940. Phenacoccus fici ingår i släktet Phenacoccus och familjen ullsköldlöss.
Artens utbredningsområde är Taiwan. Inga underarter finns listade i Catalogue of Life.